# VTT aux Jeux olympiques d'été de 2024
Navigation
Tokyo 2020 Los Angeles 2028
Les épreuves de VTT cross-country des Jeux olympiques d'été de 2024 se déroulent les 28 et 29 juillet 2024 sur la colline d'Élancourt, située à 7 km du Vélodrome de Saint-Quentin-en-Yvelines où se tiendront les épreuves de cyclisme sur piste
Le tracé du parcours est dessiné par l’expert Sud-Africain Nick Floros ; Des tribunes, gradins et tentes seront aménagés pour accueillir 15 000 spectateurs.
La colline a accueilli en juillet 2016, le championnat national FSGT de VTT et sert de terrain de manœuvre aux équipes de simulation militaires et tactiques du groupe GDI Simulation d’EADS. Un test event sera organisé en septembre 2023

## Calendrier
La course féminine a lieu le 28 juillet 2024 et la course masculine le lendemain.

## Qualifications
La France, en tant que pays organisateur, dispose d'un quota minimum de deux cyclistes. Dans chaque course, un comité national olympique ne peut pas avoir plus de deux représentants, soit un de moins qu'à Tokyo 2020 où la limite était fixée à trois.
Les quotas sont attribués grâce aux points acquis dans les courses UCI qui ont lieu pendant la période de qualification olympique. Pour chaque épreuve, les huit premiers Comités Nationaux Olympiques du classement ont deux places et ceux classés de 9 à 19 en auront une.
Le classement UCI est calculé grâce à l'addition des points marqués par les trois premiers athlètes de chaque CNO dans un classement qui regroupe toutes les épreuves prises en compte au cours de cette période qui débute le 7 mai 2022 et se termine le 26 mai 2024. Un maximum de deux Championnats continentaux est comptabilisé sur cette période. S'il y en a plus, les deux derniers seront pris en compte.
En-dehors de l'Europe et de l'Océanie, un maximum d’un athlète par CNO peut se qualifier grâce aux Championnats continentaux 2023 en Afrique, en Amérique et en Asie. Un quota est attribué dans chaque épreuve pour le NOC le mieux classé à chacun de ces championnats.
Aux Championnats du monde 2023 de VTT, les CNOs des deux athlètes les mieux classés dans les courses élite et moins de 23 ans et qui ne sont pas encore qualifiés grâce au classement olympique ou aux Championnats continentaux, obtiennent un maximum d'un quota.
Deux autres quotas sont décernés en suivant le principe d’universalité avec une attribution par une commission tripartite du CIO qui s'est réunit en 2024.

## Résultats
| Podiums | Or                           | Argent                | Bronze               |
| ------- | ---------------------------- | --------------------- | -------------------- |
| Hommes  | Tom Pidcock (GBR)            | Victor Koretzky (FRA) | Alan Hatherly (RSA)  |
| Femmes  | Pauline Ferrand-Prévot (FRA) | Haley Batten (USA)    | Jenny Rissveds (SWE) |

## Tableau des médailles
| Rang  | Nation          | Or | Argent | Bronze | Total |
| ----- | --------------- | -- | ------ | ------ | ----- |
| 1     | France          | 1  | 1      | 0      | 2     |
| 2     | Grande-Bretagne | 1  | 0      | 0      | 1     |
| 3     | États-Unis      | 0  | 1      | 0      | 1     |
| 4     | Afrique du Sud  | 0  | 0      | 1      | 1     |
| 4     | Suède           | 0  | 0      | 1      | 1     |
| Total | Total           | 2  | 2      | 2      | 6     |